# Solanum cornifolium
Solanum cornifolium är en potatisväxtart som beskrevs av Michel Félix Dunal. Solanum cornifolium ingår i släktet skattor som ingår i familjen potatisväxter. Inga underarter finns listade i Catalogue of Life.